# Wizard of Wor
Wizard of Wor (ou The Incredible Wizard pour la version Astrocade) est un jeu vidéo de labyrinthe développé par Dave Nutting Associates et édité par Midway, sorti en 1980 sur borne d'arcade, Atari 8-bit, Commodore 64, Astrocade, Atari 2600 et Atari 5200. Une version Intellivision est annoncée, mais jamais commercialisée.

## Accueil
Video et Electronic Games, dans le cadre de leurs Arkie Awards, ont donné à Wizard of Wor le prix du Meilleur jeu multijoueur pour l'année 1983 et l'ont décrit comme l'une des meilleures cartouches pour l'Astrocade. La version Atari obtient une mention dans cette même catégorie l'année suivante.